# Liste des évêques d'Antibes puis de Grasse
Cette page présente la liste des évêques d'Antibes (du Ve siècle à 1244), puis de Grasse (de 1245 à 1790). Le transfert du siège de l'évêché d'Antibes à Grasse a été faite par la bulle du 19 juillet 1244.

## Siège à Antibes

### Haut Moyen Âge
- ca 400 : Saint Hermantaire
- ca 473 : Valére ; il a subi le martyre sous le roi Euric, en 481[1].
- ca 506-ca 530 : Agrecius ; il assiste au concile d'Agde, en 506, il a député au concile d'Arles, en 524, il est interdit des fonctions sacerdotales pendant un an pour ne pas avoir participé au concile de Carpentras, en 527, où il est cité.
- ca 540 : Eucher ; il a probablement participé au second concile d'Orange, en 529 et au quatrième concile d'Orléans, en 541.
- 549-ca 570 ou 573 : Eusèbe ; participe au concile d'Arles de 554.
- 573-585 : Optat, se fait représenter au Second concile de Mâcon (585).
- 650 : Deocarus ; a été un des pères du concile de Chalon en 650[2]. Il est encore vivant en 658. Puis la suite des évêques est interrompue jusqu'en 791.
- 791 : Aribert ; il souscrit au concile de Narbonne (791).

### Moyen Âge

#### IXesiècle
- 828 : Hildebon

#### Xesiècle
- 930 : Aimar Ier
- 987-1022 : Bernard Ier ; il n'a pas reconnu l'archevêque d'Aix comme son métropolitain car, en 987, il est cité dans un manuscrit de l'église d'Arles comme ayant promis de se mettre sous la juridiction de l'archevêques d'Arles. N'ayant pu faire annexer son évêché à la province d'Arles, il a été rattaché à la province d'Embrun, sans que les raisons de ce rattachement soient connues.

#### XIesiècle
- 1026-ca 1050 : Aldebert de Grasse, fils de Gauceran comte d'Antibes. Marié avant de devenir évêque, il avait eu deux enfants, Guillaume de Grasse et une fille[3].
- 1056-ca 1088 : Geoffroi Ier de Grasse, fils de Guillaume de Grasse (ou Guillaume-Gauceran), qualifié dans les cartulaires de Lérins de prince d'Antibes, neveu du précédent.
- 1089-1093 : Aldebert II de Grasse, frère du précédent il lui succéda après avoir été abbé de Lérins de 1044 à 1088.

#### XIIesiècle
- ca 1100-ca 1135 : Manfroi Grimaldi
- 1140-ca 1145 : Geoffroi II
- 1146-1156 : Pierre Ier
- 1158-ca 1165 : Raimond Ier
- 1166-1177 : Bertrand Ier
- 1178-1185 : Foulque
- 1186-1187 : Guillaume Ier
- 1188-ca 1195 : Raimond Grimaldi
- 1199 : Olivier

#### XIIIesiècle
- ca 1208-ca 1211 : Bertrand II
- 1212-ca 1215 : Guillaume Ier Gausselin de Saint-Marcel
- 1218-1244 : Bertrand III d'Aix

## Siège à Grasse (à partir de1244)

### XIIIesiècle
- 1245-1251 Raimond III de Villeneuve
- 1251-1256 Pons Ier
- 1258-1277 Guillaume II
- 1277?-1281? Guillaume III de Vento
- 1281-1286 Pons II d'Arcussia
- 1287-1298 Lantelme de Saint-Marcel
- 1298-1299 Guillaume IV Agarn

### XIVesiècle
- 1299-1343 Geoffroi III
- 1343-1348 Pierre II de Béreste
- 1348-1349 Jean Ier Coci (Peyroleri)
- 1349-1374 Amédée Adhémar de Rochemaure, fils de Giraud II Adhémar de Rochemaure
- 1374-1379 Aymar II de La Voute
- 1379-1382 Artaud de Mélan
- 1383-1388 Thomas de Pupio ou de Jarente
- 1389 Milon Provana
- 1389-1392 Jacques Graillier
- 1392-1407 Pierre III Bonnet

### XVesiècle
- 1408-1427 Bernard de Châteauneuf de Paule
- 1427-1447 Antoine Ier de Roumoules
- 1448-1450 Guillaume V Guezi
- 1450-1451 Pierre IV de Forbin (Gorbin)
- 1450 Dominique de Guiza
- 1451-1483 Isnard de Grasse
- 1483-1505 Jean-André Grimaldi

### XVIesiècle
- 1505-1532 Augustin Ier Grimaldi
- 1532-1533 René du Bellay
- 1534-1536 Benoit Théocréne
- 1537-1548 Augustin II Trivulce
- 1551-1565 Jean II Vallier
- 1567-1570 Jean III Grenon
- 1570-1586 Étienne Ier Déodel
- 1589-1598 Georges de Poissieux
- 1592-1601 Guillaume VI Le Blanc

### XVIIesiècle
- 1604-1624 Étienne II Le Maingre de Boucicaut
- 1625-1630 Jean IV de Grasse-Cabris
- 1630-1632 Jean V Guérin
- 1632-1636 Scipion de Villeneuve-Thorenc
- 1636-1653 Antoine II Godeau
- 1653-1675 Louis Ier de Bernage
- 1675-1680 Louis II d'Aube de Roquemartine
- 1680-1683 Antoine III Le Comte
- 1683-1684 Charles-Bénigne Hervé
- 1684-1710 François Ier de Verjus
- 1685-1685 Jean-Balthazar de Cabanes de Viens

### XVIIIesiècle
- 1711-1726 Joseph-Ignace-Jean-Baptiste de Mesgrigny
- 1726-1752 Charles-Léonce-Octavien d'Antelmy
- 1752-1799 François II d'Estienne de Saint-Jean de Prunières, dernier évêque de Grasse. Le diocèse est supprimé en 1790.

### Sources et bibliographie
- Archives de l'évêché, dont les visites pastorales numérisées sur le site des Archives départementales des Alpes-Maritimes
- LGE : par Antibes, tome III, p 191 ; par Grasse, tome XIX, p 238
- DHGE : article “Antibes”, p 542 ; article “Grasse”, p 1198-1199
- Annuaire historique 1847 (année 1848), p 33-36
- Trésor de chronologie, p 1427
- Pierre Louvet, Abregé de l'Histoire de Provence contenant l'état ecclésiastique du pays, Tome second, p. 395-415, Aix, 1676 Google Livres